# میگوهای کیسه‌دار
میگوهای کیسه‌دار (نام علمی: Peracarida) نام یک فراراسته از زیررده هونرم‌زرهیان است.